# Siemens Inspiro
Siemens Inspiro — семейство составов для метрополитена производства компании Siemens AG.

## Технические характеристики
Базовая шестивагонная конфигурация включает в себя два моторных вагона с кабиной, расположенных по краям поезда, два моторных вагона в центре и два прицепных вагона, каждый из которых расположен между моторным вагоном с кабиной и простым моторным вагоном.
Возможна поставка составов в различных конфигурациях - от 3 до 8 вагонов.
Корпус производится из алюминиевого сплава. В конструкции торца кабины применён лёгкий армированный стеклопластик.
Интерьер модульный, с возможностью гибкой установки сидений - поперёк, вдоль и смешанно. 

## Эксплуатация и перспективные разработки

### Реализованные проекты

#### Варшавский метрополитен
В октябре 2010 года компания-оператор Metro Warszawskie выбрала в качестве поставщика новых поездов метро консорциум в составе Siemens AG и Newag S.A.. Контракт на поставку 35 шестивагонных составов общей стоимостью 272 млн евро был заключен в феврале 2011 года. Дизайн состава был разработан Designworks USA, подразделения BMW Group. Поставлено 210 вагонов к концу 2014 года. Это был первый заказ для новой платформы поездов метро Inspiro. Первые 6 составов были собраны на заводе Siemens в Вене (это были первые произведенные составы Inspiro). Узловая сборка остальных производилась Newag S.A  в Новы-Сонч.
- Внешний вид
- Вид изнутри

##### Особенности
Композиция Мг+Пп+Мп+Мп+Пп+Мг (длиной 118 метров) с установленной посередине состава полуавтоматической сцепкой позволяет разделять состав на две части для удобства обслуживания в депо. Автоматическая сцепка у кабин совместима с имеющимся подвижным составом и позволят его буксировку. Максимальный шум в салоне составляет 75Дб при скорости 80км/ч в туннеле. Сквозной проход между вагонами имеет высоту 1950 мм и ширину 1500 мм. Корпус вагона изготовлен из алюминия, что позволило достичь массы состава в 163 тонны. Токосъем постоянного тока в 750V осуществляется через контактный рельс. Ширина колеи составляет 1435 мм. Максимальная скорость достигает 90км/ч. Дверной проем для посадки пассажиров составляет 1400 мм, в нем устанавливаются сдвижные двери, также кабине машиниста установлены эвакуационные двери. Кабина машиниста оборудована отдельной системой кондиционирования, а пассажирский салон только системой вентиляции. Поезд может одновременно перевозить до 234 человек на сидячих местах и 1194 человек стоя (из расчета 7 чел/м².

#### Софийский метрополитен
Оператор софийского метрополитена компания MEAD заказала в сентябре 2015 года у Siemens AG 20 трехвагонных составов. В феврале 2019 года был сделан дополнительный заказ на 10 дополнительных составов. Сборка производилась на польском заводе Newag S.A.  в Новы-Сонч. заказ был завершен в августе 2020 года. Поезда используются на линии 3 софийского метрополитена.

##### Особенности
Каждый состав оборудован бортовыми средства объективного контроля. Конфигурация  Мг+Пп+Мг длиной 60 метров позволяет перевозить одновременно 617 пассажиров, в том числе 110 на местах для сидения. Сдвижные двери имеют ширину 1400 мм. Ширина вагона равна 2650 мм при высоте пола в 1100 мм. Установлены прислонно-сдвижные двери. Максимальная эксплуатационная скорость составляет 80 км/ч. Поезд приводится в движение от сети постоянного тока в 1500V через полупантограф. Состав изготовлен на сварной алюминиевой раме. Температура воздуха контролируется двумя компактными кондиционерами в каждом вагоне. Кабины машиниста оборудованы независимыми кондиционерами.

#### Метрополитен BTS в Бангкоке
Заказ на изготовление 22 поездов по 4 вагона был размещен в мая 2016 года, производство было осуществлено консорциумом, включающим Siemens и турецкого производителя пассажирского транспорта Bozankaya. Модель получила код EMU-A2. Ключевые компоненты поставлялись Siemens, а изготовление корпуса и узловая сборка производилась на заводе в Анкаре. Поезда были доставлены эксплуатанту к декабрю 2019 года. В рамках контракта Siemens ответственна за обслуживание и ремонт поездов в течение 16 лет. 

##### Особенности
Конфигурация  Мг+Пп+Пп+Мг длиной 86 метров позволяет перевозить одновременно 1208 пассажиров, в том числе 112 на местах для сидения (пиковая вместимость составляет 1460 человек). Сдвижные двери имеют ширину 1400 мм. Высота вагона равна 3120 мм при высоте пола в 1160 мм. Максимальная эксплуатационная скорость составляет 80 км/ч. Поезд приводится в движение от сети постоянного тока в 750V через контактный рельс. В поезде применена новая система вентиляция способствующая равномерному распределению кондиционированного воздуха без конденсации. Вагоны изготовлены из нержавеющей стали на облегченной раме.

#### Метрополитен MRT в Бангкоке
В 2017 году консорциум из Siemens Mobility и ST Electronics (Таиланд) выиграл контракт на поставку комплексного железнодорожного решения по удлинению синей линии метро в Бангкоке. В рамках этого проекта были произведены 35 поездов по 3 вагона каждый. Проект был выполнен к 2020 году. Поезда были изготовлены на заводе Siemens в Вене. 

##### Особенности
Конфигурация Мг+Пп+Мг длиной 65 метров позволяет перевозить одновременно 878 человек, в том числе 126 на местах для сидения (пиковая вместимость составляет 1119 человек). Сдвижные двери имеют ширину 1400 мм. Высота вагона равна 3120 мм при высоте пола в 1160 мм. Максимальная эксплуатационная скорость составляет 80 км/ч. Поезд приводится в движение от сети постоянного тока в 750V через контактный рельс. мультимедийные дисплеи установлены снаружи и внутри вагона для информирования пассажиров. Вагоны изготовлены из нержавеющей стали.

#### RapidKL в Куала-Лумпуре
Контракт на поставку 58 четырехвагонных поездов получил в октябре 2012 года консорциум SSSC в составе Siemens Malaysia, Siemens AG, SMH Rail. Корпуса вагонов были изготовлены на заводе CSR Puzhen в Нанкине. Узловая сборка производилась "SMH Rail Sdn Bhd" в Rasa, Hulu Selangor. Поезда эксплуатируются на девятой линии метро (RapidKL) в Куала-Лумпуре: MKVMRT (Metro Klang Valley MRT Project). Дизайн состава был разработан Designworks USA, подразделения BMW Group. Поезда начали эксплуатироваться с декабря 2016 года. 

##### Особенности
Особенностью поездов является высокий уровень автоматизации (GoA4) - поезда эксплуатируются без машиниста, однако пульт управления есть в обеих кабинах для работы машиниста в случае аварии или в депо. Система видеонаблюдения состоит из 26 камер на поезд, в каждом составе  установлено 16 интеркомов. Конфигурация Мг+Пп+Пп+Мг длиной 89 метров позволяет максимально перевозить одновременно 1554 человек, в том числе 174 на местах для сидения. Сдвижные двери имеют ширину 1400 мм. Высота вагона равна 3100 мм при высоте пола в 1100 мм. Максимальная эксплуатационная скорость составляет 100 км/ч. Поезд приводится в движение от сети постоянного тока в 750V через контактный рельс. Межвагонные переходы имеют высоту 1950 мм и ширину 1600 мм. Вагоны изготовлены из нержавеющей стали.

### Нереализованные концепты

#### Московский метрополитен
В сентябре 2013 года в рамках выставки «ЭКСПО 1520» в подмосковной Щербинке концерн Siemens AG представил макет нового вагона для московского метрополитена на основе платформы Inspiro. Позднее вагон выставлялся на ВВЦ, а затем в Сокольниках.

### Проекты на стадии разработки и производства

#### Лондонский метрополитен
В октябре 2013 года концерн Siemens AG в рамках своей постоянно действующей выставки "The Crystal" представил концепт подвижного состава для метрополитена Лондона на основе Inspiro. Концепт будет доступен для публичного обозрения до 8 января 2014 года. В ноябре 2018 года был подписан контракт между London Underground LTD и Siemens Mobility на изготовление 94 составов по 9 вагонов для использования на линии Picadilly. Приблизительная стоимость составляет 1,5 млрд фунтов стерлингов. Тесты должны начаться в 2023 году, первые поезда должны выйти на маршрут в 2024 году. Производство должно выполняться в равных долях на заводе Siemens в Вене и строящемся заводе Siemens в Гуле.

##### Особенности
Длина состава составляет 114 метров, ширина вагона 2648 мм, высота вагона 2844 мм. Поезда отличаются очень широким дверным проемом (1690 мм) со сдвижными дверями.  Поезд позволяет перевозить одновременно 1076 человек, в том числе 268 на местах для сидения. Поезда способны работать с разными контактными рельсами постоянного тока с напряжением 630V и 750V. Максимальная эксплуатационная скорость составляет 100 км/ч.

#### Метрополитен Эр-Рияда
10 октября 2013 года концерн Siemens AG объявил о поставках в рамках соглашения между саудовским Верховным комиссариатом по городскому развитию и консорциумом в составе Bechtel Corporation, Siemens Mobility и Almabani and Consolidated Contractors Company 67 составов Inspiro в двух- и четырёхвагонной конфигурации для 1-й и 2-й линий метрополитена Эр-Рияда. Хотя раньше утверждалось о планах по производству и поставке более 70 составов. Дизайн поездов был разработан совместно французским агентством Avant Premiere и Siemens Mobility. Технические спецификации были разработаны RCRC (The Royal Commission for Riyadh City). Поставки готовых поездов были начаты в 2018 году. Проект находится на финальной стадии реализации. Постепенный ввод в эксплуатацию намечен на период с конца 2022 года по конец 2023 года.

##### Особенности
Из-за климатических условий в месте эксплуатации производитель оборудовал поезда усиленными кондиционерами, многие узлы дополнительно защищены от попадания песка. В отличие от других моделей серии Inspiro в каждом вагоне устанавливаются только 3 пары дверей. Вагоны изготовлены из алюминия. Высота вагона равна 2750 мм при высоте пола в 1130 мм. Максимальная эксплуатационная скорость составляет 80км/ч. Поезд приводится в движение от сети постоянного тока в 750V через контактный рельс. Каждый состав разделен на 3 класса: "First class" отделен от "Family class" раздвижной дверью, а между "Family class" и "Single class" установлена перегородка без двери. Поезда соответствуют четвертому классу автоматизации (GoA4), то есть эксплуатируются без кондукторов и машинистов.
В рамках проекта поставляются двухвагонные (26 составов) и четырехвагонные (41 состав) поезда.
Двухвагонная конфигурация Мг+Мг позволяет перевозить длиной 37,8 метров позволяет максимально перевозить одновременно 251 человек. В составе есть 55 стандартных мест для сидения и 8 откидных.
Четырехвагонная конфигурация Мг+Мп+Пп+Мг длиной 75,7 метров позволяет максимально перевозить одновременно 522 человек. В составе есть 123 стандартных мест для сидения и 6 откидных.

#### Метрополитен Мюнхена
Новые поезда для метрополитена Мюнхена серии С2 визуально очень схожи с поездами предыдущей серии С1, однако реализованы в рамках концепции Inspiro. Дизайн был разработан Neumeister + Partner Industrial Design в тесной кооперации с MVG. Проект был высоко оценен профессионалами отрасли: получил награды "The Universal Design Award 2013", the "Universal Design Consumer Favorite 2013", "Red Dot Award 2013".
Контракт с Siemens Mobility был заключен в 2010 году на поставку 21 состава по 6 вагонов (С2.11). В рамках опциона на 46 поездов в сентябре 2016 года был сделан дозаказ на 24 состава (C2.12) и в июне 2020 дозаказ еще 22 составов (C2.13). Поезда производятся и тестируются на заводе Siemens Mobility в Вене. Финальная наладка осуществляется в депо эксплуатанта. Поезда по контракту С2.11 были доставлены в 2014 году, но были запущены в эксплуатацию только в 2016 году. Поезда по контракту C2.12 начали использоваться в 2020 году. С2.13 будут планируют вводить в строй в период с 2022 по 2024 год.

Также был заключен  в 2022 новый контракт (C2.14) на поставку 18 составов в дополнение к первоначальному контракту в 67 составов. Поставка запланирована на 2024-2025 годы. 

##### Особенности
Поезда могут эксплуатироваться в ручном, полуавтоматическом и автоматическом режимах. Рабочее место машиниста может быть демонтировано для увеличения вместимости состава. Конфигурация Мг+Мп+Мп+Мп+Мп+Мг имеет длина состава 115 метров, ширина вагона 2900 мм. Поезда отличаются широким дверным проемом (1400 мм) с прислонно-сдвижными дверями.  Поезд позволяет перевозить одновременно 940 человек (из расчета 4 человека на квадратный метр, в отличие от метро Бангкока, где нормальное количество пассажиров на квадратный метр равно 6, а пиковое - 8) , в том числе 220 на местах для сидения. Поезд приводится в движение от сети постоянного тока в 750V через контактный рельс. Максимальная эксплуатационная скорость составляет 90 км/ч. Корпус состава выполнен из алюминия, общая масса составляет 180 тонн.

#### Метрополитен Нюрнберга
Контракт на производство 21 поезда метро по 4 вагона каждый (код модели - VAG G1) был заключен в ноябре 2015 года между VAG и Siemens AG. Также предусмотрен опцион на 13 составов. В 2018 году был подтвержден опцион на 6 составов. В 2019 году был оформлен заказ на оставшиеся 7 составов из опциона.  Всего должно быть поставлено 34 состава. Поезда изготавливаются на заводе Siemens в Вене, многие ключевые компоненты поставляются из Нюрнберга, разработка осуществлялась в Эрлангене. Дизайн состава был разработан транспортной компанией VAG Verkehrs-Aktiengesellschaft Nürnberg и дизайн-бюро "ergon3design". Первый состав был готов в ноябре 2018 года и был протестирован на испытательном полигоне Siemens неподалеку от Вегберга. 19 августа 2020 года первые составы были запущен в эксплуатацию. Предполагается, что поставки будут завершены в 2023 году. 

##### Особенности
Все 4 вагона в модели Inspiro G1 моторные: Мг+Мп+Мп+Мг. Длина состава равна 75 метрам. В середине состава установлена автоматическая сцепка, каждая половина поезда может управляться независимо для удобства обслуживания в депо. Поезда поставляются оборудованными для ручного управления. Однако в конструкции поезда изначально заложена возможность монтажа системы автоматического управления. Рабочее место машиниста может быть демонтировано, а пассажирский салон расширен. Корпус состава изготовлен из алюминия. Ширина вагона составляет 2900мм, пол на уровне 1050мм. Поезд позволяет перевозить одновременно 604 человек (из расчета 4 человека на квадратный метр, в отличие от метро Бангкока, где нормальное количество пассажиров на квадратный метр равно 6, а пиковое - 8) , в том числе 128 на местах для сидения. Максимальня скорость - 80км/ч. Поезд приводится в движение от сети постоянного тока в 750V через контактный рельс. Поезда отличаются широким дверным проемом (1400 мм) с прислонно-сдвижными дверями. Каждая дверь оборудована автоматической выдвижной подножкой. Устанавливаются 3 пары дверей.

#### Метрополитен Вены
Контракт на изготовление поездов метро был заключен в 2017 году на общую сумму 550 млн евро. По контракту предусмотрено изготовление, поставка и обслуживание в течение 24 лет 34 новых поездов метро (код "X-Wagen" или "Vienna type X") , каждый из которых включает 6 вагонов. Также предусмотрен опцион на 11 составов.  Производство было начато в 2018 году. Поезд получил название FeliX в 2021 году в результате открытого голосования. Поезда должны выйти на линию в  период с 2022 по 2030 годы. Планируется, что они будут эксплуатироваться до 2060 года.

## Чрезвычайные происшествия с участием поездов Inspiro
17 ноября 2013 года в варшавском метро загорелся один из поездов серии Inspiro. По словам очевидцев, из-под вагонов вздымалось пламя высотой не менее трех метров. Около 150 пассажиров состава и несколько сотен человек на станции "Политехника" были эвакуированы. Девять человек попали в больницу с признаками отравления продуктами горения. Согласно предварительной версии, возгорание в поезде Inspiro могло произойти в результате неполадок в электрооборудовании.
Администрацией Варшавы было принято решение приостановить эксплуатацию поездов Inspiro общей стоимостью около 40 млн € до выяснения всех обстоятельств ЧП – предположительно, до середины декабря 2013 года Эксперты не исключают, что варшавский метрополитен может быть оштрафован за простой поездов.
К выяснению обстоятельств чрезвычайного происшествия подключилась варшавская прокуратура, которая с особой тщательностью изучает техническую документацию, а также ход пробных испытаний метропоездов Inspiro. Правоохранительные органы предполагают, что, кроме короткого замыкания, причиной пожара могла стать неисправность тягового двигателя или компрессора. 
Как отмечали польские СМИ, ввод в эксплуатацию немецких поездов проходил с нарушениями процедуры. На экспертов давили городские власти – это было связано с прошедшим в октябре референдума о доверии мэру польской столицы Ханна Гронкевич-Вальц. Запуск новых поездов Inspiro был важен для мэра, поэтому проведение тестов и испытаний было максимально сокращено. По сути, на линию был выпущен неисправный поезд. Кшиштоф Дыль, руководитель ведомства, отвечающего за вопросы эксплуатации городского рельсового транспорта, не поставил свою подпись на сертификате допуска состава в эксплуатацию.